# Устиновка (Олевский район)
Устиновка (укр. Устинівка) — село на Украине, основано в 1545 году, находится в Олевском районе Житомирской области.
Код КОАТУУ — 1824482403. Население по переписи 2001 года составляет 145 человек. Почтовый индекс — 11020. Телефонный код — 4135. Занимает площадь 0,65 км².

## История
В 1946 году указом ПВС УССР хутор Юстинбург переименован в Устиновку.

## Адрес местного совета
11020, Житомирская область, Олевский р-н, с. Замысловичи, ул. Ленина, 20